# Newsリアルタイムミヤギ
『Newsリアルタイムミヤギ』（ニュースリアルタイムミヤギ）は、2006年4月3日から2010年3月26日までミヤギテレビで放送していた平日夕方の宮城県向けローカル報道番組。『OH!バンデス』の第3部であり、放送時間は18:16 - 19:00。第1部・第2部に引き続きハイビジョン制作。なお、『OH!バンデス』休止の際は『NNN Newsリアルタイム』と『Newsリアルタイムミヤギ』のみが放送された。

## 概要
この時間帯は『OH!バンデス』の司会であるさとう宗幸・浮ヶ谷美穂・浜本徳子らは出演せず、柳瀬洋平・深井ゆきえが番組のキャスターを務めた。
1995年の『OH!バンデス』の放送開始以来『OH!バンデス NEWS PLUS 1』として放送されていたが、全国ニュースのタイトルが『NNNニュースプラス1』から『NNN Newsリアルタイム』へ変わったため、2006年4月3日より『Newsリアルタイムミヤギ』のタイトルで放送されていた。
2007年3月までは『OH!バンデス（第1部・第2部）』と同じスタジオで背景セット・出演者デスクなど番組独自のセットを使用していたが、同年4月より『OH!バンデス（第1部・第2部）』と同じスタジオ・背景セットを使用し、出演者デスクのみ番組独自のものを使用するようになった。
タイトルにちなみ、2006年4月からは「リアルタイムな街の声」と題して、その日のニュースに関することについて街頭インタビューしたものを番組終盤に放送していた。2007年4月から2008年3月までは「リアルタイムな街の声」の時間帯のコーナーが日替わりになり、「リアルタイムな街の声」は金曜の「週刊街の声」へと引き継がれた（月曜：リアル目線、火曜：蔵だしみやぎ、水曜：ニュースなことば、木曜：イチオシV、金曜：週刊街の声）。2008年4月からは金曜日のみ「週刊街の声」を番組終盤に放送していた。
2006年4月から2008年3月までは、毎週水曜日に『ズームイン!!SUPER』の宮城担当者である柳瀬による『ズームイン!!リアル』を放送していた。
番組開始以来、毎週金曜日18:50ごろからニュースコーナー内にて仙台市の老舗百貨店である藤崎のインフォマーシャルを行っている。2009年1月まではキャスターが天気予報後に「続いて、藤崎からのお知らせです」とVTRに振っていたが、2009年4月からは天気予報後にニュースを挟んでからVTRへのパターンに変更となった。
この時間帯のニュース番組において長年に渡りキャスターを担当していた竹鼻純と盛朋子が2008年3月に卒業。その後、竹鼻は解説委員として番組に残り、盛は自身の得意分野である環境についてのレポートコーナー「エコで行こう」を番組内で行っている。また、気象予報士が新たに加入し、スタジオから天気予報を伝えるようになり、この時間の仙台駅前からの中継はなくなった（天気予報のときの背景としての仙台駅前からの映像はある）。
火曜日から木曜日までは特集コーナーが設けられていた。火曜日には系列各局からの話題を紹介する「列島リアル」が、水曜日には気になるニュース・話題を徹底取材した「リアル特集」が、木曜日には暮らしと繋がる経済・生活情報を特集する「くらしリアル」が放送された。
スポーツは、東北楽天ゴールデンイーグルスやベガルタ仙台など宮城県に関係するスポーツを、日本テレビからの『NNN Newsリアルタイム』のスポーツコーナー「リアルSPORTS」を内包した形で放送していた。なお、金曜日のみ全国のスポーツコーナーをネットせず、宮城県のスポーツ特集「リアルスタジアム 金曜劇場」を放送していた。
エンディングテーマは、さとう宗幸の「欅伝説」で、『OH!バンデス』休止による内包中止の際には同曲を使用せず、オリジナルのエンディングBGMや関東広域圏のエンディングBGMを使用することもあった。
土曜日は『ミヤギテレビNewsリアルタイムサタデー』と題して放送されていた。同番組は『OH!バンデス』と『Newsリアルタイムミヤギ』で使われているUスタジオからの放送ではなく、報道用のNスタジオからの放送だった。テロップは『NNN Newsリアルタイム』のものではなく、『NNNミヤギテレビニュース』のものを使用。エンディングは『NNNミヤギテレビニュースプラス1・サタデー』時代のBGMと同じものを使用していた。
番組は『NNN Newsリアルタイム』の終了と『news every.』の放送開始に伴い、2010年3月26日に放送を終了した。最終日はプロ野球中継放送の影響で、17:32 - 17:50までの放送だった。

## 出演者
| 期間 | 期間           | キャスター | キャスター | キャスター  | 天気予報        | 天気予報        | 解説委員 |
| 期間 | 期間           | 男性       | 女性       | 女性        | 天気予報        | 天気予報        | 解説委員 |
| 期間 | 期間           | 男性       | 月曜・火曜 | 水曜 - 金曜 | 月曜 - 水曜     | 木曜・金曜      | 解説委員 |
| --- | -------------- | ---------- | ---------- | ----------- | --------------- | --------------- | -------- |
| 2006年4月3日 | 2006年9月29日  | 竹鼻純1    | 盛朋子1    | 盛朋子1     | 櫻田彩子1・3・4 | 櫻田彩子1・3・4 | （不在） |
| 2006年10月2日 | 2007年3月30日  | 竹鼻純1    | 盛朋子1    | 盛朋子1     | 佐藤育美3・4    | 佐藤育美3・4    | （不在） |
| 2007年4月2日 | 2008年3月31日  | 竹鼻純1    | 深井ゆきえ | 盛朋子      | 武田玲子3・4    | 浜本徳子3・4    | （不在） |
| 2008年4月1日 | 2008年12月26日 | 柳瀬洋平2  | 深井ゆきえ | 深井ゆきえ  | 古庵潤子4       | 古庵潤子4       | 竹鼻純2  |
| 2009年1月5日 | 2010年3月26日  | 柳瀬洋平2  | 深井ゆきえ | 深井ゆきえ  | 高橋香純2・4    | 高橋香純2・4    | 竹鼻純2  |
| 備考 - 太字はミヤギテレビアナウンサー（出演当時も含む）。 - 古庵・高橋は気象予報士。 - 2008年4月以降の竹鼻はミヤギテレビ解説委員。 - 1 前番組の『OH!バンデス NEWS PLUS 1』から続投。 - 2 後番組の『ミヤギnews every.』も続投。 - 3 天気予報を仙台駅前から中継担当。 - 4 天気予報をスタジオから担当。 |                |            |            |             |                 |                 |          |

スポーツコーナー
- ミヤギテレビアナウンサーがシフトで担当。

エコリポートコーナー
- 盛朋子（ミヤギテレビアナウンサー、2007年9月 - 後番組の『ミヤギnews every.』も続投）

## 音楽

### オープニング曲
- 2006年4月3日 - 2008年3月 『NNN Newsリアルタイム』5時台と同じもの
※5時台オープニングの末尾部分の後ろに6時台のニュースBGMが1コーラス繋げられたものを使用していた。
- 2008年4月 - 2010年3月26日 Nash Music Library の NSC-SC-4808 タイトル : SC-4808
※2009年10月19日からはオープニングBGMがリニューアルされた。

### CM前ジングル
- 2006年4月3日 - 2008年3月 『NNN Newsリアルタイム』と同じもの
※ジングル末尾部分のリアルタイムコールは入っていないバージョンのものが使用されていた。
『OH!バンデス』第1部・第2部休止による内包中止の場合のみ使用されていた。
- 2008年4月 - 2010年3月26日 Nash Music Library のNSC-SC-4611 タイトル: OPENING (6)

### ローカルスポーツコーナーBGM
- 放送開始不明 - 2010年3月26日 Nash Music Library のNSF-358-22 タイトル : GENKI 10000%

## テーマカラー・タイトルロゴ表記
- 2006年4月3日 - 2009年9月：■青
- 2009年10月 - 2010年3月26日：■オレンジ

番組タイトルは、リング状で丸い番組のロゴマークの右に表記される。タイトルロゴ文章の構成は「NEWS」の下に「リアル」、その下に小さく「タイム」。タイムの横に「ミヤギ」。「■■」は「リアル」の右に、「REALTIME■」は「■■」の下に小さく表示される。
- 「NEWS」「リアルタイムミヤギ」「■■」「REALTIME■」（2006年4月3日 - 2009年9月）
- 「NEWS」「リアルタイムミヤギ」「■■」「REALTIME■」（2009年10月 - 2010年3月26日、ロゴの変更なし）

## テロップ
ニューステロップは『NNN Newsリアルタイム』と同じもので、番組の基調マーク（丸いロゴ）とニュースの文字が出て白い見出しを文字にはめ込むスタイルだった。2008年3月までは、人物紹介テロップのみミヤギテレビ独自のものを使用していた。
2009年10月5日から全国版『NNN Newsリアルタイム』で同年9月28日から使用を開始したオレンジ色のニューステロップを2010年3月26日（番組終了）まで使用していた。これにより、一部のテロップ出しアニメーション演出が全国版と同じになった。また、『OH!バンデス』第1部内のニュースコーナー「柳瀬洋平の早バンリアル」でも2009年10月6日から「Newsリアルタイムミヤギ」で使用しているものと同じ全国版のニューステロップの使用を開始していた（ニューステロップ右上の「REAL TIME■■」の文字が「■■早バンリアル」に変更されていた）。
火曜 - 木曜の特集コーナーのテロップも用意されており、火曜日の列島リアルは「■■列島リアル」、水曜のリアル特集は「■■リアル特集」、木曜のくらしリアルは「■■くらしリアル」のバージョンとなっていた。

## オープニング映像
タイトルがスロットになり、「リアルタイムミヤギ」と表示される。（スロットの中には「リ」「ア」「ル」「タ」「イ」「ム」の文字と「0」「1」「2」「3」「4」「5」「6」「7」「8」「9」の数字が入っている。）「NEWS」「REALTIME」は一度で表示される。